# Ampicillin
Ampicillin er et β-lactamantibiotikum i penicillingruppen med virkning også på Gram-negative bakterier. Ampicillin ligner amoxicillin meget, både med hensyn til virkningsspektrum og effektivitet. Ampicillin findes som tabletter og injektionsvæske.
Ampicillin er et gammelt antibiotikum, der er blevet anvendt siden 1961, og mange bakterier er i dag blevet resistente overfor ampicillin, bl.a. Pseudomonas og Klebsiella.
Pivampicillin er et prodrug til ampicillin der øger den orale biotilgængelighed.

## Anvendelse
Indikationer for behandling med ampicillin/pivampicillin omfatter:
- Listeria meningitis
- Urinvejsinfektioner
- Bakteriel salpingitis

## Præparater
Ampicillin er markedsført i Danmark under navnet Ampicillin "STADA".
Pivampicillin var markedsført i Danmark under navnet Pondocillin® (udgået: 11.12.2023).